# 黒後愛
黒後 愛（くろご あい、1998年6月14日 - ）は、日本の女子バレーボール選手である。

## 来歴
栃木県宇都宮市出身。2人姉妹の次女（5つ上の姉がいる）。家族全員がバレーボールに取り組むバレーボール一家に生まれる。小学3年生のとき、両親と姉の影響を受け地元のジュニアチーム「サンダース」でバレーボールを始めた。
宇都宮市立若松原中学校では2年生で全日本中学選抜に選出され、3年生では全国都道府県対抗中学バレーボール大会の栃木県代表チームに選出。結果は2回戦敗退だったが、優秀選手賞を獲得。

### 下北沢成徳高等学校 時代
下北沢成徳高等学校へ進学した2014年6月、日本バレーボール協会が立ち上げた「Project CORE」のメンバー8名に選出され、「東京オリンピックに相応しい選手になっていきたい」と抱負を語っている。なおメンバーには後にチームメイトとなる伊藤望や、日本代表でチームメイトになる古賀紗理那（NECレッドロケッツ）がいた。
翌2015年には全日本ユース代表に選出され、8月に開催された第14回世界ユース選手権に出場、ベストサーバーに選出された。国内大会では2015年の春高バレーでベスト8、2016年の同大会では優勝の原動力となりMVPを獲得。続く5月開催の第65回黒鷲旗全日本男女選抜バレーボール大会では、グループ戦敗退ながらデンソーにフルセット勝ちし、新人賞にあたる若鷲賞を受賞。同年夏のインターハイでも優勝の原動力となり、ベスト6及び優勝選手賞を獲得した。2017年の春高では、決勝で後に同期入団となる小川愛里奈のいる就実高校を下し、大会連覇を果たすと共にMVPに耀いた。

### 東レアローズ 時代
2017年1月26日、東レアローズへの入団内定が発表され、続く3月には2017年度の日本代表登録メンバー26名にも選出された。9月開催の2017年ワールドグランドチャンピオンズカップの出場メンバーにも登録されたが、最終的にメンバーから外れている。一方ジュニア代表としては同年7月にメキシコのベラクルス州コルドバおよびボカ・デル・リオで開催された第19回世界ジュニア女子選手権大会（U-20）の全試合にスターティングメンバーとして出場し、エースとして日本ジュニア代表の銅メダル獲得に貢献した。
Vリーグデビューは2017年10月22日のVプレミアリーグ開幕戦（トヨタ車体クインシーズ戦）。スタメン出場で13得点（スパイク12得点、ブロック1得点）を挙げデビューを飾ると、シーズンを通して東レの攻守の中心として活躍、最優秀新人賞に輝いた。
翌2018年は、世界選手権の前哨戦として初めて開催されたネーションズリーグで日本代表デビューを果たし、タイ戦で29得点を挙げるなどの活躍で一躍注目を集める。迎えた9月の世界選手権では、1次リーグのオランダ戦で両チーム最多の25得点を挙げる活躍を見せるも2次リーグより調子を落とすなど苦戦。それでも古賀紗理那に次ぐ107点を挙げ、前回大会から順位を一つ上げた6位に押し上げる原動力となった。一方東レではヤナ・クランに次ぐ551得点を挙げ、チームを準優勝に導いた。
2019年では9月のワールドカップ直前に右足首を痛めて出遅れたが、27日のセルビア戦で復帰。この負傷の影響もあり2019/20のVリーグでは開幕からは出場せず、11月16日の埼玉上尾メディックス戦でスタメン復帰。なお、このシーズンは菅野幸一郎監督の方針もあり、代表から継続する形でオポジットでプレーした。17試合に出場したがチームは6位に終わった。
2020年は、代表では2020東京五輪の延期が3月に決定する一方、チームではキャプテンに就任。8月に行われた日本代表合宿での会見では「『絶望』みたいな感覚はなかった」「この1年で課題をクリアし、パワーアップしたい」「（キャプテン就任について）ありのままの自分でいいのかなと思えている自分がいます」と抱負を語っている。2020/21のVリーグは、レギュラーラウンドを21戦全勝で終え、ファイナルでJTマーヴェラスに敗れ皇后杯と共に準優勝に終わったものの、キャプテンとしてチームを牽引。チームの地元・滋賀県における運動・スポーツ実施率向上啓発ポスターにも起用されるなど、チームの顔としての活動も目立った。なおこのシーズンはNHK『スポーツ×ヒューマン』がシーズンを通して密着取材。チーム事務局の伊東都が持つビデオカメラだけの映像（ナレーションもない）で、好調なチームの一方で「横棒（キャプテンマーク）だけのキャプテンだなって思ってた」と、キャプテンとしてのあり方に悩む姿がドキュメンタリー形式で放送されている。
2021年6月30日、2020東京五輪の出場メンバー12名に選出され、五輪に初出場。監督の中田久美からエースに指名されていたが、チームは25年ぶりとなる予選敗退に終わる。続く9月27日、体調を崩したことによる休養入りがチームより発表され、2021/22シーズンはリーグ戦、皇后杯、黒鷲旗含め一切の出場がなかった。なおチームキャプテンは副キャプテンの白井美沙紀に引き継がれた。シーズン不在の影響もあって2022年度の代表メンバーから外れた。
休養発表後の動向が一切不明だったが、1年3か月ぶりに更新された2022年6月11日の自身のインスタグラムで、チームに合流していることを明かした。
2023年、2022-23シーズン終了をもって東レアローズを退団し、埼玉上尾メディックスに移籍した。
2024年、3年ぶりに日本代表に選出された。

## 人物・エピソード
- 父・黒後洋は宇都宮大学教授でバレーボール部監督を務めている[4][51][52][53][54]。
- 姉も國學院大學栃木高等学校時代には春の高校バレーに出場している[55]。
- 2021年5月の囲み取材に、これまでのロングヘアを35cm切ったショートカット姿で登場。病気などの理由で毛髪の問題に苦しむ人へ切った毛髪を寄付するヘアドネーションを行ったことを明かした[56][57]。

## 球歴
ユース代表（2015年） 
- 2015年 第14回世界ユース選手権：9位[58][59]

ジュニア代表（2016-2017年） 
- 2016年 第18回アジアジュニア選手権（U-19）：2位[60]
- 2017年 第19回世界ジュニア選手（U-20）：3位[61]

日本代表（2017-2021年、2024年-） 
- 2018年 ネーションズリーグ：10位[62]
- 2018年 第18回アジア競技大会：4位[63]
- 2018年 世界選手権：6位[64]
- 2019年 モントルーバレーマスターズ：2位[65]
- 2019年 ネーションズリーグ：9位[66]
- 2019年 ワールドカップ：5位[67]
- 2021年 ネーションズリーグ：4位[68]
- 2021年 東京オリンピック：10位[69]
- 2024年 ネーションズリーグ：2位

## 所属チーム
- 下北沢成徳高等学校（2014-2017年）
- 東レアローズ（2017-2023年）
- 埼玉上尾メディックス（2023年-）

## 受賞歴
- 2013年 第27回全国都道府県対抗中学大会：優秀選手
- 2015年 アジアジュニア選手権（U-19）：ベストサーバー
- 2016年 第68回全日本高等学校選手権大会：優秀選手賞 / 最優秀選手賞
- 2016年 第65回黒鷲旗全日本選抜大会：若鷲賞
- 2016年 平成28年度全国高等学校総合体育大会バレーボール競技大会：優秀選手賞 / ベスト6
- 2017年 第69回全日本バレーボール高等学校選手権大会：最優秀選手賞
- 2018年 2017/18Vプレミアリーグ：最優秀新人賞
- 2021年 2020-21 V.LEAGUE DIVISION1：敢闘賞

## 個人成績
V.LEAGUEの個人成績は下記の通り。
| 大会            | チーム          | 出場     | 出場        | アタック | アタック | アタック | アタック | バックアタック | バックアタック | バックアタック | バックアタック | アタック 決定本数 | ブロック | ブロック       | サーブ | サーブ         | サーブ   | サーブ | サーブ | サーブ   | サーブレシーブ | サーブレシーブ | サーブレシーブ | サーブレシーブ | 総得点      | 総得点      | 総得点   | 総得点      |
| --------------- | --------------- | -------- | ----------- | -------- | -------- | -------- | -------- | -------------- | -------------- | -------------- | -------------- | ----------------- | -------- | -------------- | ------ | -------------- | -------- | ------ | ------ | -------- | -------------- | -------------- | -------------- | -------------- | ----------- | ----------- | -------- | ----------- |
| 大会            | チーム          | 試 合 数 | セ ッ ト 数 | 打 数    | 得 点    | 失 点    | 決 定 率 | 打 数          | 得 点          | 失 点          | 決 定 率       | セ ッ ト 平 均    | 得 点    | セ ッ ト 平 均 | 打 数  | ノ 丨 タ ッ チ | エ 丨 ス | 失 点  | 効 果  | 効 果 率 | 受 数          | 成 功 ・ 優    | 成 功 ・ 良    | 成 功 率       | ア タ ッ ク | ブ ロ ッ ク | サ 丨 ブ | 得 点 合 計 |
| V1 2017-18      | 東レ            | 26       | 98          | 851      | 297      | 53       | 34.9     | 70             | 19             | 9              | 27.1           | 3.03              | 14       | 0.14           | 381    | 5              | 25       | 55     | 126    | 12.5     | 843            | 339            | 206            | 52.4           | 297         | 14          | 30       | 341         |
| V1 2018-19      | 東レ            | 33       | 126         | 1351     | 489      | 81       | 36.2     | 193            | 50             | 17             | 25.9           | 3.88              | 35       | 0.28           | 457    | 8              | 19       | 37     | 123    | 10.6     | 1073           | 472            | 237            | 55.0           | 489         | 35          | 27       | 551         |
| V1 2019-20      | 東レ            | 17       | 63          | 472      | 167      | 25       | 35.4     | 43             | 3              | 7              | 7.0            | 2.65              | 17       | 0.27           | 173    | 0              | 2        | 11     | 48     | 6.5      | 583            | 297            | 127            | 61.8           | 167         | 17          | 2        | 186         |
| V1 2020-21      | 東レ            | 23       | 78          | 671      | 284      | 25       | 42.3     | 75             | 19             | 9              | 25.3           | 3.64              | 23       | 0.29           | 254    | 4              | 10       | 33     | 69     | 9.1      | 483            | 214            | 130            | 57.8           | 284         | 23          | 14       | 321         |
| V1 2022-23      | 東レ            | 37       | 105         | 132      | 40       | 10       | 30.3     | 3              | 1              | 0              | 33.3           | 0.38              | 5        | 0.05           | 156    | 3              | 3        | 9      | 38     | 8.5      | 226            | 107            | 56             | 59.7           | 40          | 5           | 6        | 51          |
| 通算：5シーズン | 通算：5シーズン | 137      | 470         | 3477     | 1277     | 194      | 36.7     | 384            | 92             | 42             | 24.0           | 2.72              | 94       | 0.20           | 1421   | 20             | 59       | 145    | 404    | 10.1     | 3208           | 1429           | 756            | 56.3           | 1277        | 94          | 79       | 1450        |

## 出演
- フジテレビ『村上信五のスポーツ奇跡の瞬間アワード2018』（2018年12月30日）[71]
- BS朝日『黒後愛 | SHISEIDO　presents 才色健美　～強く、そして美しく～　with Number | BS朝日』（2019年5月10日）[72]
- フジテレビ『ミライ☆モンスター』（2019年9月15日）[73]
- 滋賀県『日常はスポーツだ。（啓発ポスター）』（2021年2月2日)[34]
- NHK『スポーツ×ヒューマン』（2021年4月5日）[35][74]